# Chaim Herzog

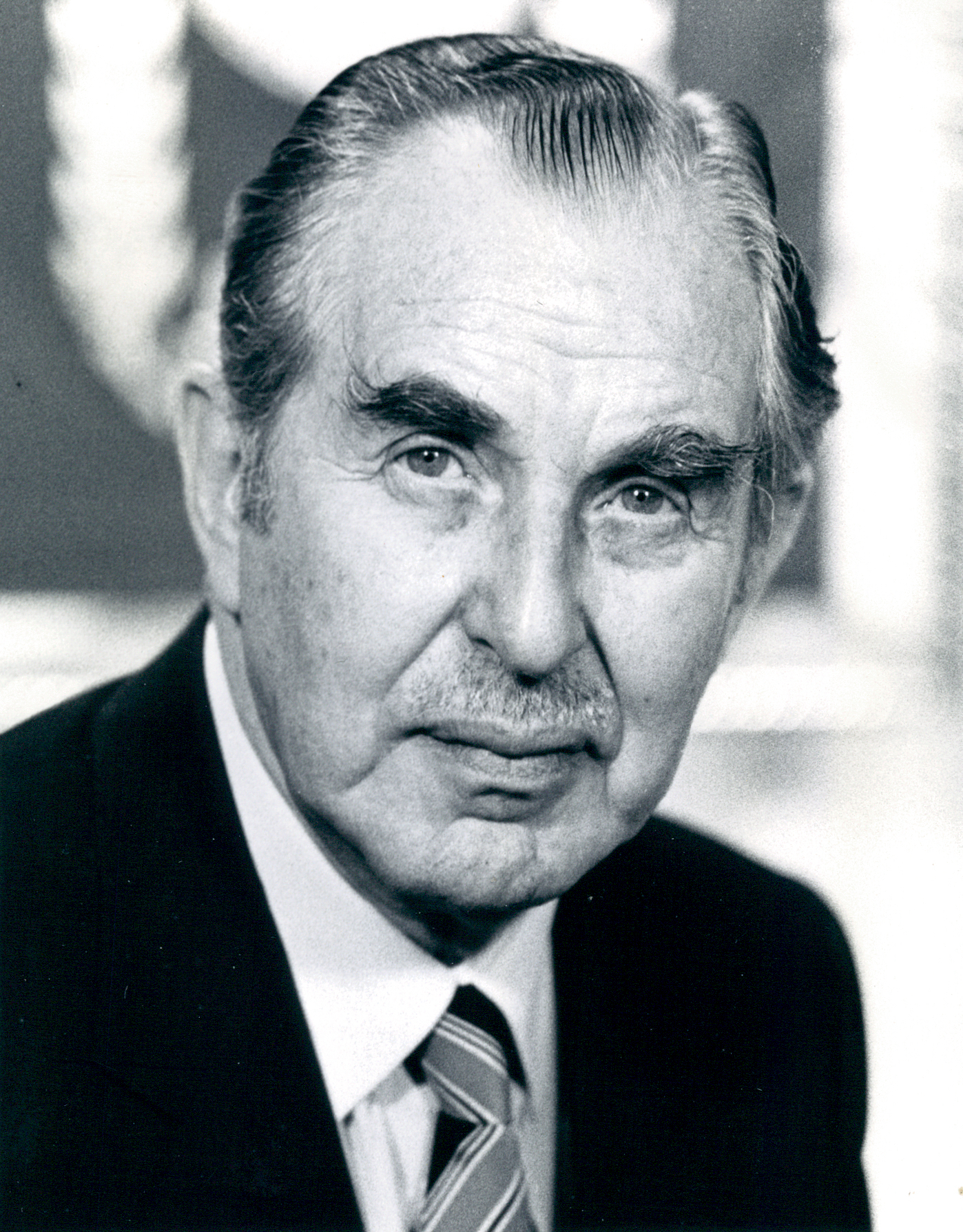
Chaim Herzog, 1981

Chaim Herzog (hebräisch חיים הרצוג; geboren am 17. September 1918 in Belfast, Vereinigtes Königreich; gestorben am 17. April 1997 in Tel Aviv) war ein israelischer Jurist, Offizier und Politiker. Er war der sechste Staatspräsident Israels (1983–1993). Während seiner Militärkarriere in den Israelischen Verteidigungsstreitkräften erreichte er den Rang eines Generalmajors (Aluf). Später gründete er die Rechtsanwaltskanzlei Herzog, Fox & Neeman in Tel Aviv. Von 1975 bis 1978 war er Ständiger Vertreter Israels bei den Vereinten Nationen, von 1981 bis 1983 Abgeordneter der Awoda (Arbeitspartei) in der Knesset.

## Leben und Berufsentwicklung
Chaim Herzog wurde am 17. September 1918 in North-Belfast (heutiges Nordirland) als Sohn des Rabbis Isaak HaLevy Herzog, der ab 1948 aschkenasischer Oberrabbiner Israels war, und seiner Ehefrau Sarah Herzog geboren. Kurz nach seiner Geburt verzog die Familie nach Dublin. Hier wuchs er auf und erhielt eine traditionelle jüdische Erziehung. Seine Schulausbildung absolvierte er am Wesley College in Dublin. Um zu studieren, wanderte Chaim Herzog 1935 nach Palästina aus und absolvierte an der Merkaz Harav Kook, der Hebron Yeshivot und der Evelyn de Rothschild Schule verschiedene Studiengänge, an der letzteren Rechtswissenschaften. Während des arabischen Aufstands von 1936 bis 1939 diente er in der Vorgängerorganisation der israelischen Armee, der Hagana, reiste zwischendurch aber auch nach London, um vor allem seine Rechtsausbildung in London und Cambridge zu vervollständigen. Während dieser Aufenthalte besuchte er auch, um sich das notwendige Wissen für eine militärische Laufbahn anzueignen, Officer Training Course und die britische Militärakademie in Sandhurst. Diese absolvierte er im Range eines Second Lieutnants. Seinen Abschluss als Jurist erwarb er am UCL und beendete 1942 auch das Studium an der Universität Cambridge.
Ab 1942 nahm er als Soldat der britischen Armee am Zweiten Weltkrieg teil. Hier wurde er als Offizier des britischen Geheimdienstes im Bereich von Infanterieeinheiten und Panzertruppen in Frankreich (Normandie) und in Deutschland eingesetzt. In dieser Zeit war Chaim Herzog an der Befreiung mehrerer Konzentrationslager beteiligt, so des Konzentrationslagers Bergen-Belsen am 15. April 1945. Bereits in den Tagen der letzten Kampfhandlungen wurde er mit herangezogen, die Kapitulation und die Demobilisierung der deutschen Wehrmacht mit zu begleiten. Das betraf neben den Fragen der Entwaffnung vor allem die Aufdeckung und Vernehmung von Militärpersonen, die sich an den Verbrechen des NS-Regimes mitschuldig gemacht hatten. So war er unter anderem mit beteiligt an der Vernehmung von Heinrich Himmler. Bis 1947, dem Zeitpunkt seiner Demobilisierung, war er Leiter des militärischen Nachrichtendienstes der britischen Truppen in Norddeutschland. Aus der britischen Armee wurde er im Range eines Oberstleutnants entlassen.
Sofort nach dem Krieg kehrte Chaim Herzog nach Palästina zurück, um die Gründung eines israelischen Staates mit zu unterstützen. 1947 heiratete er Aura Herzog (geborene Ambache, 1924–2022), mit der er vier Kinder hatte, Yoel, einen Anwalt und ehemaligen Brigadegeneral, Michael, israelischer Botschafter in den Vereinigten Staaten, Jitzchak, den derzeitigen Präsidenten Israels, und Ronit, eine klinische Psychologin.
Nachdem der UN-Teilungsplan von 1947 die Schaffung eines Staates möglich gemacht hatte, erfolgte am 14. Mai 1948 die Proklamation Israels als unabhängiger Staat. Nach seiner Rückkehr war Chaim Herzog für ein Jahr als Leiter der Sicherheitsabteilung der Jewish Agency Israel, der israelischen Migrantenorganisation, in enger Zusammenarbeit mit den Beauftragten der britischen Regierung tätig.

## In den Verteidigungsstreitkräften (IDF)
Auf Grund der territorialen und politischen Lage des jungen Staates Israel war es dringend geboten, auch Anstrengungen für ihren militärischen Schutz zu unternehmen. So hatten sich bereits 1947 in den Wirren des schwelenden arabisch-israelischen Krieges erste Vorläufer der späteren israelischen Verteidigungsstreitkräfte zu geeigneten Strukturen zusammengeschlossen. Am 31. Mai 1948, wenige Tage nach der Gründung des israelischen Staates, wurde die Israel Defense Forces (IDF) gebildet. Der erste Ministerpräsident von Israel David Ben-Gurion (1886–1973) forderte ihn im Juli 1948 auf, beim Aufbau des militärischen Geheimdienstes der israelischen Streitkräfte mitzuhelfen. Hier waren seine Erfahrungen, die er an der Seite der britischen Armee während des Zweiten Weltkrieges gesammelt hatte von unschätzbarem Wert. Hier war er als Operations and Intelligence Officer der 7. Panzerdivision im israelischen Unabhängigkeitskrieg eingesetzt und sammelte weitere militärische Erfahrungen im Kampf um Latrun – zur Öffnung der Straßenverbindung nach Jerusalem. Zunächst als Stellvertreter von Isser Be´eri – dem Chef des militärischen Geheimdienstes Aman der israelischen Streitkräfte IDF – übernahm er später die Leitung des Nachrichtendienstes. Diese Position hatte er 1948 bis 1950 und noch einmal von 1959 bis 1962 inne.
Zwischenzeitlich war er Militärattaché bei der israelischen Botschaft in den USA (1950–1954) und von 1954 bis 1957 der kommandierende Offizier des Bezirkes Jerusalem. Als er 1962 die Armee verließ, hatte er den Rang eines Generalmajors.

## Berufliche Entwicklung im zivilen Sektor
Nach seinem Rückzug aus der Armee arbeitete Herzog in den nächsten zwei Jahrzehnten als Geschäftsmann und als Anwalt für Privatrecht (er war in dieser Zeit Manager eines Industrieentwicklungskonzerns und Seniorpartner in einer Tel Aviver Anwaltskanzlei). Während des Sechstagekrieges und des Jom-Kippur-Krieges trat er jedoch erneut als Militärkommentator für die israelischen Radionachrichten in der Öffentlichkeit in Erscheinung. Seine Berichte standen im Ruf, die Moral der Bevölkerung zu stärken. Seine Erfahrungen aus den erlebten Kriegen schrieb er in mehreren Büchern nieder (u. a. Entscheidung in der Wüste: Die Lehren des Jom-Kippur-Krieges, 1975 und Kriege um Israel, 1984). Nach dem Sechstagekrieg wurde er der erste Militärgouverneur im Westjordanland. Im Jahre 1975 wurde er zum Ständigen Vertreter Israels bei den Vereinten Nationen ernannt; dieses Amt hatte er bis 1978 inne.

## Politische Karriere

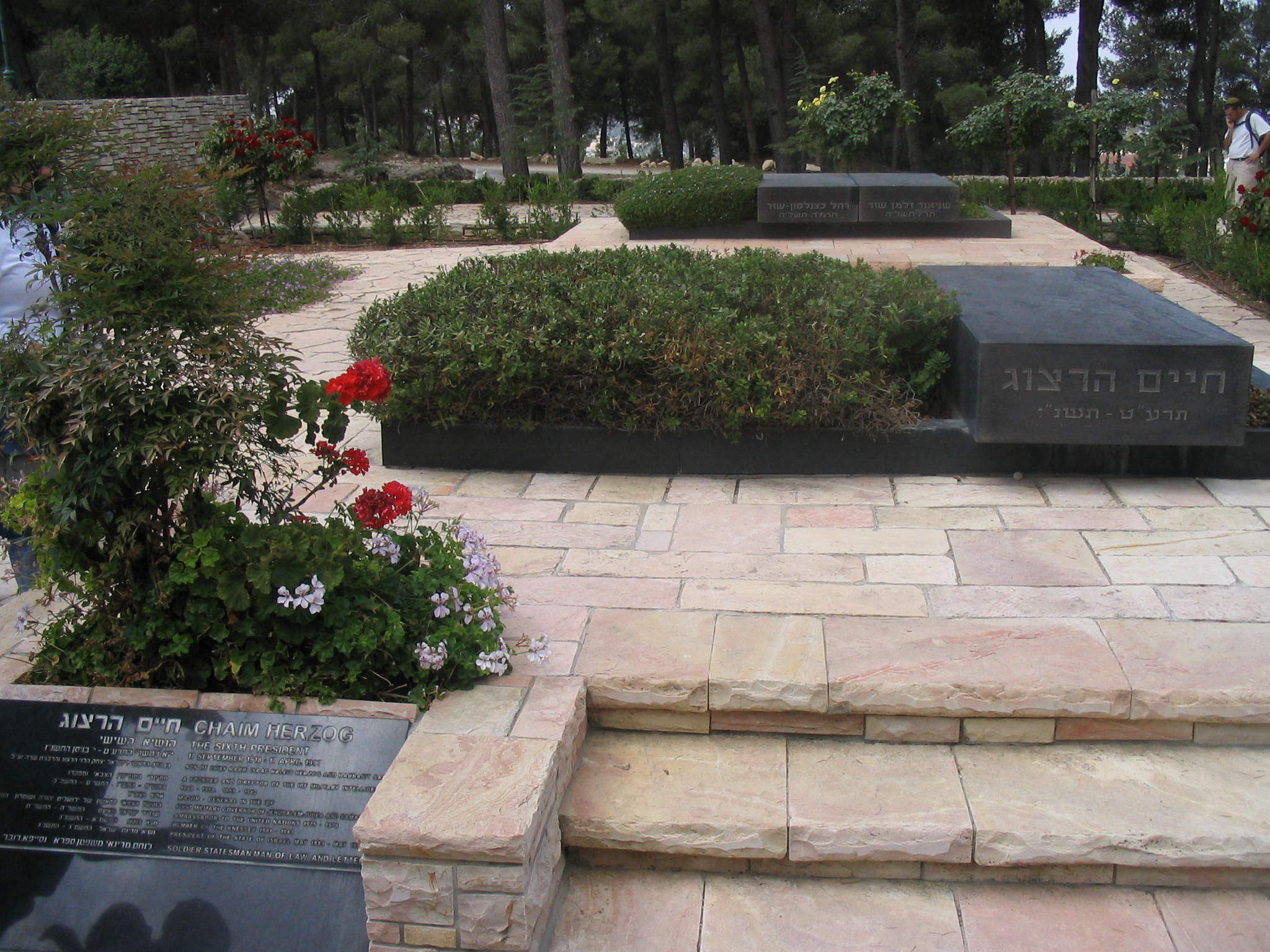
Grab von Chaim Herzog auf dem nationalen Ehrenfriedhof auf dem Herzlberg in Jerusalem

Sein jüngerer Bruder Ja’akov Herzog (1921–1972) war ein hoch angesehener Diplomat und enger Berater von vier israelischen Premierministern: Ben-Gurion, Mosche Scharet, Levi Eschkol und Golda Meir. Dies hatte Herzog bereits früher in engen Kontakt mit der Politik gebracht. Im Jahre 1981 betätigte sich Herzog erstmals selbst als Politiker und gewann als Mitglied der israelischen Arbeitspartei (Awoda) einen Sitz in der Knesset.
Am 22. März 1983 wurde er von der Knesset für eine fünfjährige Amtsperiode zum sechsten Präsidenten Israels gewählt. In diesem Amt wurde er 1988 bestätigt (zwei Amtszeiten waren damals die maximal mögliche Amtszeit des Präsidenten). Herzog sah sich als „Präsident aller Israelis“ und besuchte sowohl die arabischen und drusischen Minderheiten, als auch die Siedler in den besetzten Gebieten. Er unternahm unzählige Reisen und war das erste israelische Staatsoberhaupt, das Deutschland (April 1987) und China besuchte.

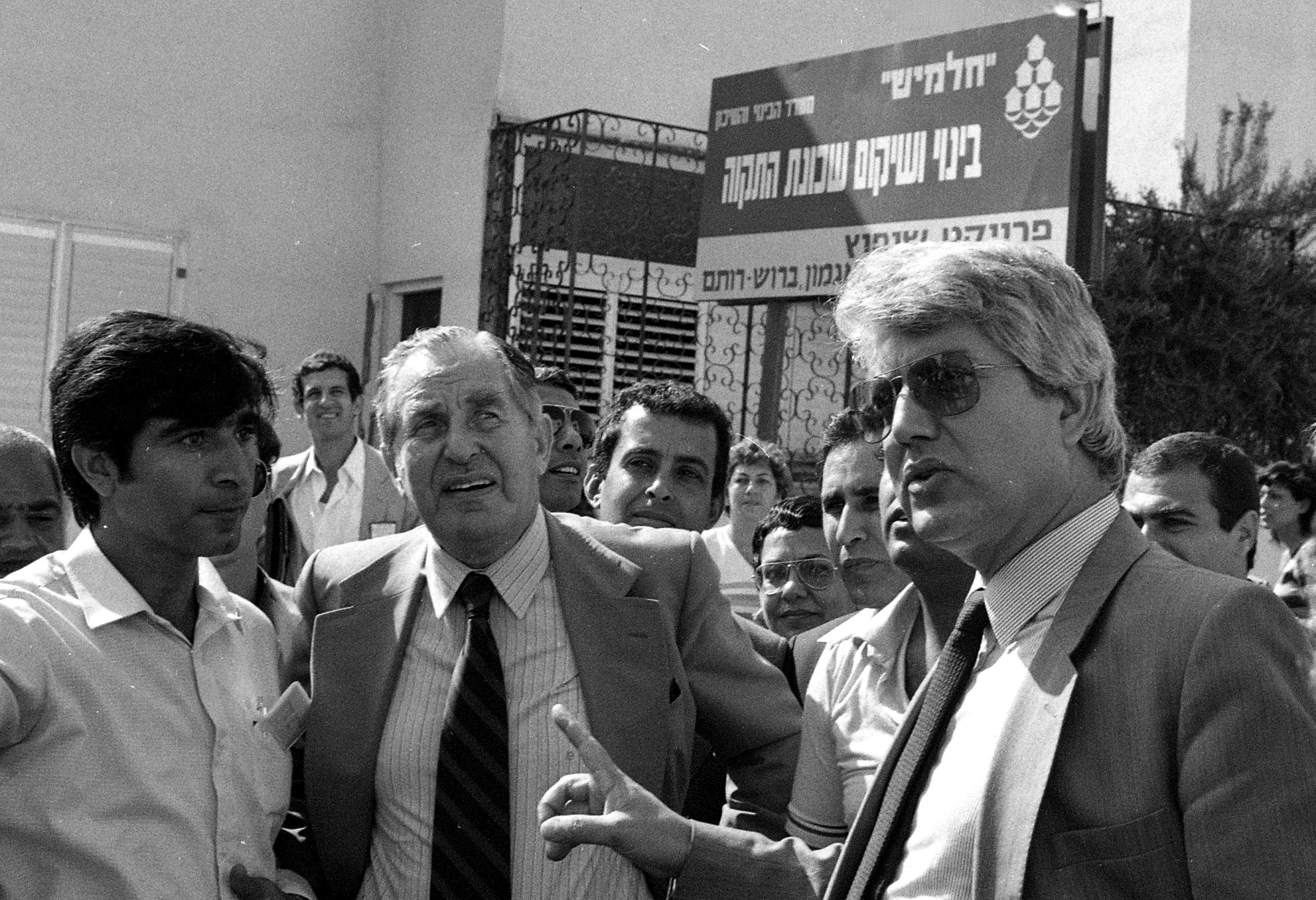
Präsident Haim Herzog auf einer Tour durch das Hatikva-Viertel mit dem stellvertretenden Premierminister David Levy, 1983. Aus der dänischen Dan-hadani der Israelischen Nationalbibliothek

Herzog nahm auch zu kontroversen Themen Stellung. Er forderte die Einschränkung der Rechte politischer Gruppierungen, die zur Gewalt aufriefen, und nutzte das präsidentielle Begnadigungsrecht in umstrittenen Fällen, wie z. B. bei drei jüdischen Terroristen, die Araber ermordet hatten.
Im Jahre 1993 zog er sich aus dem politischen Leben zurück.

## Sonstiges
Sein Sohn Jitzchak Herzog war ab 2003 Abgeordneter der Arbeitspartei in der Knesset, bekleidete zwischen 2005 und 2011 verschiedene Ministerposten und war von 2013 bis 2018 Oppositionsführer. Am 2. Juni 2021 wurde Jitzchak Herzog, wie sein Vater zuvor, von der Knesset zum israelischen Staatspräsidenten gewählt. Seine Amtszeit begann am 7. Juli 2021. Jitzchaks älterer Bruder Michael Herzog ist seit November 2021 israelischer Botschafter in den Vereinigten Staaten.

## Veröffentlichte Bücher
- Israel Today: Three Lectures. 1970
- Judaism: Law & Ethics. 1974
- The war of Atonement. 1975
  - deutsch: Entscheidung in der Wüste: die Lehren des Jom Kippur-Krieges. Ullstein Verlag, Frankfurt/Main / Berlin / Wien, 1993, ISBN 978-3-550-07314-4
- Who stands accused? 1978
- The Arab-Israel wars. 1982
  - deutsch: Kriege um Israel: 1948–1984. Ullstein Verlag, Frankfurt/Main / Berlin / Wien, 1993, ISBN 978-3-550-07962-7
- Heroes of Israel: Profiles of Jewish Courage. 1989
- Living History: A Memoir. 1996
- mit Mordechai Gichon: „Mit Gottes Hilfe“: die biblischen Kriege. Langen-Müller Verlag, München, 1998, ISBN 978-3-7844-2705-8